# Spinotectarchus acornutus
Spinotectarchus acornutus är en insektsart som först beskrevs av Hutton 1899.  Spinotectarchus acornutus ingår i släktet Spinotectarchus och familjen Diapheromeridae. Inga underarter finns listade i Catalogue of Life.